# ستيف سيمونسين
ستيف سيمونسين (بالإنجليزية: Steve Simonsen)‏ (مواليد 3 أبريل 1979 في ساوث شيلدز - إنجلترا) لاعب كرة قدم إنجليزي يلعب حاليا لصالح نادي الدرجة الممتازة شيفيلد يونايتد الإنجليزي منذ 2010 في مركز حارس مرمى وقدم لعب مع نادي ترانمير روفرز من عام 1997 إلى عام 1999 ثم نادي إيفرتون بين مواسم 1999 -2004 ثم انتقل إلى نادي ستوك سيتي من 2004-2010 وفي عام 2010 انتقل إلى نادي شيفيلد يونايتد.

## روابط خارجية
- ستيف سيمونسين على موقع قاعدة بيانات كرة القدم.إي يو (الإنجليزية)
- ستيف سيمونسين على موقع Soccerbase.com (لاعب) (الإنجليزية)
- ستيف سيمونسين على موقع Soccerway.com (الإنجليزية)
- ستيف سيمونسين على موقع عالم كرة القدم.نت (الإنجليزية)
- ستيف سيمونسين على موقع كووورة